# Sockel 754
Der Sockel 754 ist ein Prozessorsockel für AMD-Prozessoren der AMD-Athlon-64- und AMD-Sempron-Baureihen, sowie der Mobilprozessoren AMD Turion 64 und AMD Mobile Sempron.
Der Sockel 754 stellt einen Vorläufer zu dem Sockel Sockel 939 dar. Es handelt sich um eine auf niedrigere Fertigungskosten ausgelegte Abwandlung des Sockel 940, der den Athlon 64 FX und Opteron vorbehalten war. Sockel-754-Mainboards unterstützen im Gegensatz zu Sockel-940-Mainboards:
- Einkanal-Speicherinterface statt Zweikanal (Dual Channel)
- keinen Speicher in Registered-Ausführung

Da dadurch Mainboards nur mit 4-Lagen-PCB (statt 6 Lagen) benötigt werden, lassen sich diese nochmals günstiger herstellen.
Der Sockel stellt außerdem den Nachfolger zum Sockel A dar und war der Standardsockel für Einstiegs- und Mittelklasse-PCs für AMD-Prozessoren. Für High-End-PCs, Workstations und Server von AMD waren die Sockel 939 und Sockel 940 vorgesehen.
Sockel 754 wurde, im Gegensatz zum Sockel 939, noch bis Ende 2007 für den Mainstream- und Notebookbereich produziert. Sockel 939 wurde Ende 2006 vom neuen Sockel AM2 nahezu vollständig abgelöst.
Der Nachfolger für den Sockel 754 im Mobilbereich ist der Sockel S1, der seit dem zweiten Quartal 2006 erhältlich war.

## Weblinks

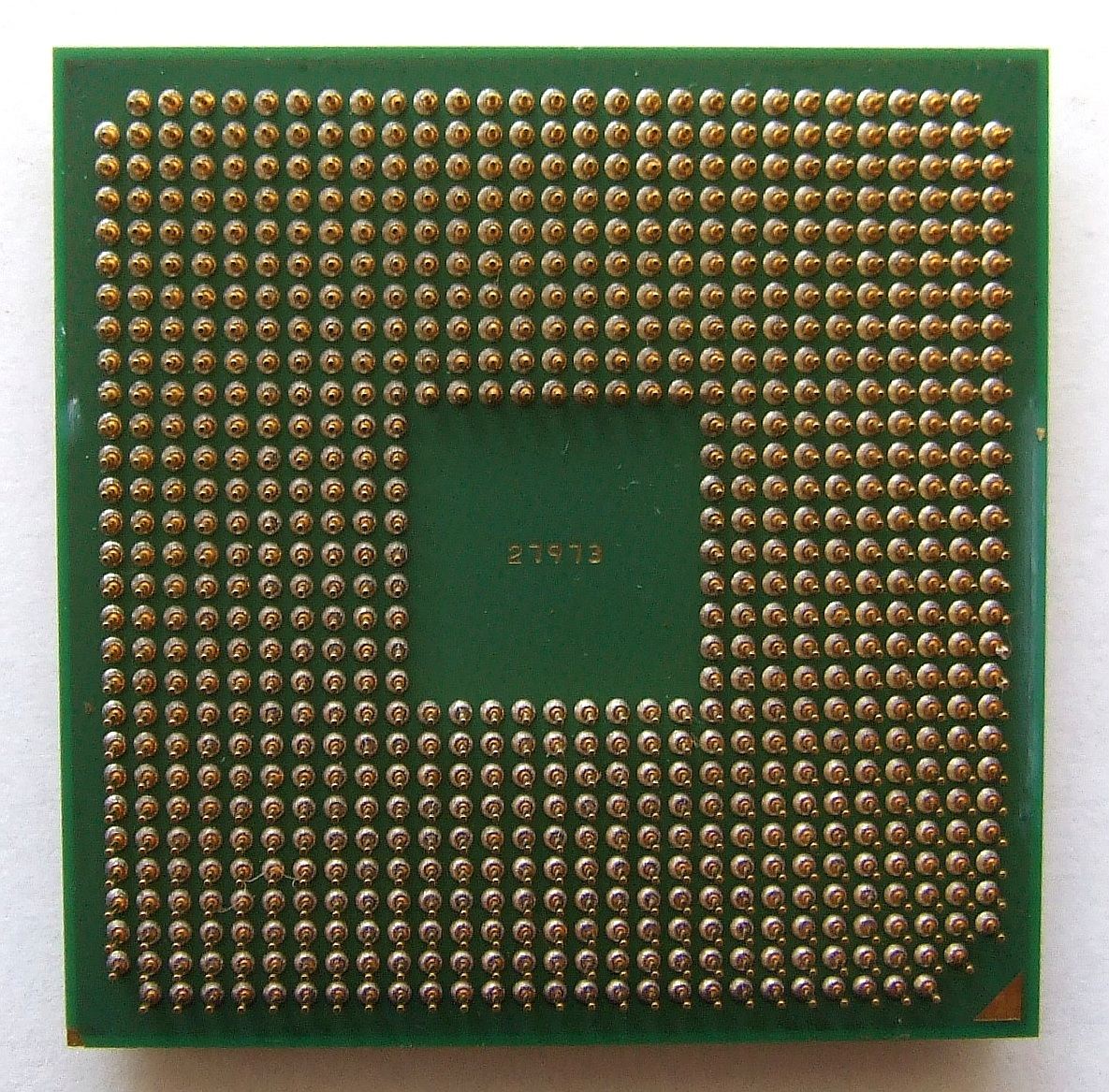
AMD Sempron für Sockel 754 von unten gesehen